# Épaux-Bézu
Épaux-Bézu település Franciaországban, Aisne megyében. Lakosainak száma 540 fő (2022. január 1.). Épaux-Bézu Belleau, Bézu-Saint-Germain, Bonnesvalyn, Château-Thierry, Étrépilly, Grisolles és Monthiers községekkel határos.

## Népesség
A település népességének változása:
| Lakosok száma | 316  | 334  | 433  | 564  | 576  | 563  | 556  | 553  | 552  | 540  |
|               | 1968 | 1982 | 1990 | 2006 | 2013 | 2015 | 2017 | 2019 | 2020 | 2022 |